# 12 Heures de Sebring 2003
Navigation
Édition précédente Édition suivante
Les 12 Heures de Sebring 2003 (51st Annual Mobil 1 12 Hours of Sebring) sont la 51e édition de l'épreuve et la 1re manche de l'American Le Mans Series 2003. Elles ont été remportées le 15 mars 2003 par l'Audi no 01 de Marco Werner, Frank Biela et Philipp Peter.

## Circuit

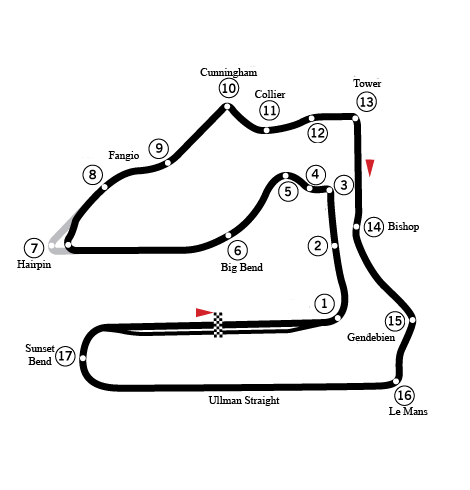
Le Sebring International Raceway, cadre des 12 Heures de Sebring 2003.

Les 12 Heures de Sebring 2003 se déroulent sur le Sebring International Raceway situé en Floride. Il est composé de deux longues lignes droites, séparées par des courbes rapides ainsi que quelques chicanes. Ce tracé a un grand passé historique car il est utilisé pour des courses automobiles depuis 1950. Ce circuit est célèbre car il a accueilli la Formule 1.

## Résultats
Voici le classement officiel au terme de la course,.
- Les vainqueurs de chaque catégorie sont signalés par un fond jauni.
- Pour la colonne Pneus, il faut passer le curseur au-dessus du modèle pour connaître le manufacturier de pneumatiques.

| Pos    | Cat    | n° | Équipe                     | Pilotes                                                 | Châssis                                  | Pneus | Tours |
| Pos    | Cat    | n° | Équipe                     | Pilotes                                                 | Moteur                                   | Pneus | Tours |
| ------ | ------ | -- | -------------------------- | ------------------------------------------------------- | ---------------------------------------- | ----- | ----- |
| 1      | LMP900 | 1  | Infineon Team Joest        | Marco Werner Frank Biela Philipp Peter                  | Audi R8                                  | M     | 367   |
| 1      | LMP900 | 1  | Infineon Team Joest        | Marco Werner Frank Biela Philipp Peter                  | Audi 3.6 L Turbo V8                      | M     | 367   |
| 2      | LMP900 | 38 | ADT Champion Racing        | Emanuele Pirro JJ Lehto Stefan Johansson                | Audi R8                                  | M     | 367   |
| 2      | LMP900 | 38 | ADT Champion Racing        | Emanuele Pirro JJ Lehto Stefan Johansson                | Audi 3.6 L Turbo V8                      | M     | 367   |
| 3      | LMGTP  | 8  | Team Bentley               | Johnny Herbert David Brabham Mark Blundell              | Bentley Speed 8                          | M     | 363   |
| 3      | LMGTP  | 8  | Team Bentley               | Johnny Herbert David Brabham Mark Blundell              | Bentley 4.0 L Turbo V8                   | M     | 363   |
| 4      | LMGTP  | 7  | Team Bentley               | Tom Kristensen Guy Smith Rinaldo Capello                | Bentley Speed 8                          | M     | 362   |
| 4      | LMGTP  | 7  | Team Bentley               | Tom Kristensen Guy Smith Rinaldo Capello                | Bentley 4.0 L Turbo V8                   | M     | 362   |
| 5      | LMP900 | 10 | JML Team Panoz             | Olivier Beretta Max Papis Gunnar Jeannette              | Panoz LMP01 Evo                          | M     | 352   |
| 5      | LMP900 | 10 | JML Team Panoz             | Olivier Beretta Max Papis Gunnar Jeannette              | Élan 6L8 6.0 L V8                        | M     | 352   |
| 6      | LMP900 | 9  | Audi Sport UK              | Mika Salo Jonny Kane Perry McCarthy                     | Audi R8                                  | M     | 351   |
| 6      | LMP900 | 9  | Audi Sport UK              | Mika Salo Jonny Kane Perry McCarthy                     | Audi 3.6 L Turbo V8                      | M     | 351   |
| 7      | LMP900 | 27 | Doran Lista Racing         | Didier Theys Eric van de Poele Fredy Lienhard           | Dallara SP1                              | M     | 336   |
| 7      | LMP900 | 27 | Doran Lista Racing         | Didier Theys Eric van de Poele Fredy Lienhard           | Judd GV4 4.0 L V10                       | M     | 336   |
| 8      | GTS    | 3  | Corvette Racing            | Ron Fellows Johnny O'Connell Franck Fréon               | Chevrolet Corvette C5-R                  | G     | 332   |
| 8      | GTS    | 3  | Corvette Racing            | Ron Fellows Johnny O'Connell Franck Fréon               | Chevrolet LS7r 7.0 L V8                  | G     | 332   |
| 9      | LMP900 | 11 | JML Team Panoz             | Scott Maxwell John Graham Benjamin Leuenberger          | Panoz LMP01 Evo                          | M     | 324   |
| 9      | LMP900 | 11 | JML Team Panoz             | Scott Maxwell John Graham Benjamin Leuenberger          | Élan 6L8 6.0 L V8                        | M     | 324   |
| 10     | GT     | 23 | Alex Job Racing            | Lucas Luhr Sascha Maassen                               | Porsche 911 GT3-RS                       | M     | 320   |
| 10     | GT     | 23 | Alex Job Racing            | Lucas Luhr Sascha Maassen                               | Porsche 3.6 L Flat-6                     | M     | 320   |
| 11     | GT     | 31 | White Lightning Racing     | Johnny Mowlem Niclas Jönsson Craig Stanton              | Porsche 911 GT3-RSR                      | M     | 319   |
| 11     | GT     | 31 | White Lightning Racing     | Johnny Mowlem Niclas Jönsson Craig Stanton              | Porsche 3.6 L Flat-6                     | M     | 319   |
| 12     | LMP900 | 12 | American Spirit Racing     | Michael Lewis Tomy Drissi Guy Cosmo                     | Riley & Scott Mk III C                   | D     | 318   |
| 12     | LMP900 | 12 | American Spirit Racing     | Michael Lewis Tomy Drissi Guy Cosmo                     | Lincoln (Élan) 5.0 L V8                  | D     | 318   |
| 13     | GTS    | 80 | Veloqx Prodrive Racing     | Darren Turner Anthony Davidson Kelvin Burt              | Ferrari 550-GTS Maranello                | M     | 316   |
| 13     | GTS    | 80 | Veloqx Prodrive Racing     | Darren Turner Anthony Davidson Kelvin Burt              | Ferrari 5.9 L V12                        | M     | 316   |
| 14     | GT     | 53 | Seikel Motorsport          | Alex Caffi Gabrio Rosa Andrea Chiesa                    | Porsche 911 GT3-RS                       | Y     | 312   |
| 14     | GT     | 53 | Seikel Motorsport          | Alex Caffi Gabrio Rosa Andrea Chiesa                    | Porsche 3.6 L Flat-6                     | Y     | 312   |
| 15     | GT     | 28 | JMB Racing USA             | Stéphane Grégoire Fabio Babini Christian Pescatori      | Ferrari 360 Modena GTC                   | P     | 311   |
| 15     | GT     | 28 | JMB Racing USA             | Stéphane Grégoire Fabio Babini Christian Pescatori      | Ferrari 3.6 L V8                         | P     | 311   |
| 16     | LMP900 | 77 | Taurus Sports Racing       | Phil Andrews Justin Keen Larry Oberto                   | Lola B2K/10                              | D     | 307   |
| 16     | LMP900 | 77 | Taurus Sports Racing       | Phil Andrews Justin Keen Larry Oberto                   | Judd GV4 4.0 L V10                       | D     | 307   |
| 17     | GT     | 24 | Alex Job Racing            | Jörg Bergmeister Timo Bernhard                          | Porsche 911 GT3-RS                       | M     | 307   |
| 17     | GT     | 24 | Alex Job Racing            | Jörg Bergmeister Timo Bernhard                          | Porsche 3.6 L Flat-6                     | M     | 307   |
| 18     | LMP675 | 20 | Dyson Racing               | Chris Dyson Chad Block Didier de Radiguès               | MG-Lola EX257                            | G     | 306   |
| 18     | LMP675 | 20 | Dyson Racing               | Chris Dyson Chad Block Didier de Radiguès               | MG (AER) XP20 2.0 L Turbo I4             | G     | 306   |
| 19     | GT     | 68 | The Racer's Group          | Cort Wagner Marc Bunting Chris Gleason                  | Porsche 911 GT3-RS                       | M     | 299   |
| 19     | GT     | 68 | The Racer's Group          | Cort Wagner Marc Bunting Chris Gleason                  | Porsche 3.6 L Flat-6                     | M     | 299   |
| 20     | GT     | 41 | DeWALT Racesport Salisbury | Rob Barff Richard Hay Richard Stanton                   | TVR Tuscan T400R                         | D     | 297   |
| 20     | GT     | 41 | DeWALT Racesport Salisbury | Rob Barff Richard Hay Richard Stanton                   | TVR Speed Six 4.0 L I6                   | D     | 297   |
| 21     | GT     | 66 | The Racer's Group          | Kevin Buckler Jim Pace Eliseo Salazar                   | Porsche 911 GT3-RS                       | M     | 293   |
| 21     | GT     | 66 | The Racer's Group          | Kevin Buckler Jim Pace Eliseo Salazar                   | Porsche 3.6 L Flat-6                     | M     | 293   |
| 22     | GT     | 42 | Orbit Racing               | Joe Policastro Joe Policastro, Jr. Mike Fitzgerald      | Porsche 911 GT3-RS                       | M     | 292   |
| 22     | GT     | 42 | Orbit Racing               | Joe Policastro Joe Policastro, Jr. Mike Fitzgerald      | Porsche 3.6 L Flat-6                     | M     | 292   |
| 23     | GT     | 33 | ZIP Racing                 | Andy Lally Spencer Pumpelly Steven Ivankovich           | Porsche 911 GT3-RS                       | D     | 290   |
| 23     | GT     | 33 | ZIP Racing                 | Andy Lally Spencer Pumpelly Steven Ivankovich           | Porsche 3.6 L Flat-6                     | D     | 290   |
| 24     | GT     | 67 | The Racer's Group          | Michael Schrom Pierre Ehret Vic Rice                    | Porsche 911 GT3-RS                       | M     | 288   |
| 24     | GT     | 67 | The Racer's Group          | Michael Schrom Pierre Ehret Vic Rice                    | Porsche 3.6 L Flat-6                     | M     | 288   |
| 25 Abd | LMP900 | 36 | Jim Matthews Racing        | Jim Matthews Marc Goossens Jan Magnussen                | Riley & Scott Mk III C                   | M     | 284   |
| 25 Abd | LMP900 | 36 | Jim Matthews Racing        | Jim Matthews Marc Goossens Jan Magnussen                | Ford (Yates) 6.0 L V8                    | M     | 284   |
| 26 Abd | GTS    | 4  | Corvette Racing            | Kelly Collins Andy Pilgrim Oliver Gavin                 | Chevrolet Corvette C5-R                  | G     | 283   |
| 26 Abd | GTS    | 4  | Corvette Racing            | Kelly Collins Andy Pilgrim Oliver Gavin                 | Chevrolet LS7r 7.0 L V8                  | G     | 283   |
| 27     | GT     | 29 | JMB Racing USA             | Stephen Earle Andrea Garbagnati Ludovico Manfredi       | Ferrari 360 Modena GTC                   | P     | 283   |
| 27     | GT     | 29 | JMB Racing USA             | Stephen Earle Andrea Garbagnati Ludovico Manfredi       | Ferrari 3.6 L V8                         | P     | 283   |
| 28 Abd | GTS    | 71 | Carsport America           | Tom Weickardt Jeff Altenberg Jean-Philippe Belloc       | Dodge Viper GTS-R                        | P     | 280   |
| 28 Abd | GTS    | 71 | Carsport America           | Tom Weickardt Jeff Altenberg Jean-Philippe Belloc       | Dodge 8.0 L V10                          | P     | 280   |
| 29     | GT     | 52 | Seikel Motorsport          | Philip Collin John Lloyd David Shep                     | Porsche 911 GT3-RS                       | Y     | 278   |
| 29     | GT     | 52 | Seikel Motorsport          | Philip Collin John Lloyd David Shep                     | Porsche 3.6 L Flat-6                     | Y     | 278   |
| 30     | LMP675 | 37 | Intersport Racing          | Jon Field Duncan Dayton Mike Durand                     | MG-Lola EX257                            | G     | 266   |
| 30     | LMP675 | 37 | Intersport Racing          | Jon Field Duncan Dayton Mike Durand                     | MG (AER) XP20 2.0 L Turbo I4             | G     | 266   |
| 31 Abd | GT     | 78 | T2M Motorsport             | Derek Clark Chip Vance Georges Forgeois                 | Porsche 911 GT3-R                        | D     | 263   |
| 31 Abd | GT     | 78 | T2M Motorsport             | Derek Clark Chip Vance Georges Forgeois                 | Porsche 3.6 L Flat-6                     | D     | 263   |
| 32 NC  | GTS    | 2  | Konrad Motorsport          | Franz Konrad Robert Nearn Toni Seiler                   | Saleen S7-R                              | D     | 249   |
| 32 NC  | GTS    | 2  | Konrad Motorsport          | Franz Konrad Robert Nearn Toni Seiler                   | Ford 7.0 L V8                            | D     | 249   |
| 33 Abd | GTS    | 88 | Veloqx Prodrive Racing     | Tomáš Enge Peter Kox Jamie Davies                       | Ferrari 550-GTS Maranello                | M     | 245   |
| 33 Abd | GTS    | 88 | Veloqx Prodrive Racing     | Tomáš Enge Peter Kox Jamie Davies                       | Ferrari 5.9 L V12                        | M     | 245   |
| 34 Abd | GT     | 34 | Risi Competizione          | Marino Franchitti Kevin McGarrity                       | Ferrari 360 Modena GTC                   | M     | 243   |
| 34 Abd | GT     | 34 | Risi Competizione          | Marino Franchitti Kevin McGarrity                       | Ferrari 3.6 L V8                         | M     | 243   |
| 35 NC  | GT     | 61 | P.K. Sport                 | Ian Donaldson Bart Hayden Gregor Fisken                 | Porsche 911 GT3-R                        | P     | 240   |
| 35 NC  | GT     | 61 | P.K. Sport                 | Ian Donaldson Bart Hayden Gregor Fisken                 | Porsche 3.6 L Flat-6                     | P     | 240   |
| 36 Abd | GT     | 63 | ACEMCO Motorsports         | B.J. Zacharias Andrew Davis Shane Lewis                 | Ferrari 360 Modena GTC                   | Y     | 233   |
| 36 Abd | GT     | 63 | ACEMCO Motorsports         | B.J. Zacharias Andrew Davis Shane Lewis                 | Ferrari 3.6 L V8                         | Y     | 233   |
| 37 Abd | GT     | 40 | Alegra Motorsports         | Boris Said Catersby Jones Carlos DeQuesada              | BMW M3                                   | Y     | 141   |
| 37 Abd | GT     | 40 | Alegra Motorsports         | Boris Said Catersby Jones Carlos DeQuesada              | BMW 3.2 L I6                             | Y     | 141   |
| 38 Abd | GT     | 03 | Hyper Sport                | Joe Foster Brad Nyberg Rick Skelton                     | Porsche 911 GT3-RS                       | P     | 125   |
| 38 Abd | GT     | 03 | Hyper Sport                | Joe Foster Brad Nyberg Rick Skelton                     | Porsche 3.6L Flat-6                      | P     | 125   |
| 39 Abd | GT     | 48 | Spyker Squadron            | Norman Simon Hans Hugenholtz Patrick van Schoote        | Spyker C8 Double-12R                     | D     | 103   |
| 39 Abd | GT     | 48 | Spyker Squadron            | Norman Simon Hans Hugenholtz Patrick van Schoote        | BMW (Mader) 4.0 L V8                     | D     | 103   |
| 40 Abd | GTS    | 83 | Graham Nash Motorsport     | Thomas Erdos Pedro Chaves Gavin Pickering               | Saleen S7-R                              | D     | 97    |
| 40 Abd | GTS    | 83 | Graham Nash Motorsport     | Thomas Erdos Pedro Chaves Gavin Pickering               | Ford 7.0 L V8                            | D     | 97    |
| 41 Abd | GT     | 60 | P.K. Sport                 | Robin Liddell Piers Masarati David Warnock              | Porsche 911 GT3-R                        | P     | 74    |
| 41 Abd | GT     | 60 | P.K. Sport                 | Robin Liddell Piers Masarati David Warnock              | Porsche 3.6 L Flat-6                     | P     | 74    |
| 42 Abd | LMP675 | 15 | RN Motorsports             | Hayanari Shimoda John Nielsen                           | DBA4 03S                                 | D     | 73    |
| 42 Abd | LMP675 | 15 | RN Motorsports             | Hayanari Shimoda John Nielsen                           | Zytek ZG348 3.4 L V8                     | D     | 73    |
| 43 Abd | LMP900 | 87 | Sezio Florida Racing Team  | Allen Ziegelman Patrice Roussel Ian James               | Norma M2000                              | D     | 71    |
| 43 Abd | LMP900 | 87 | Sezio Florida Racing Team  | Allen Ziegelman Patrice Roussel Ian James               | Ford (Kinetic) 6.0 L V8                  | D     | 71    |
| 44 Abd | GT     | 07 | RWS-Yukos Motorsport       | Walter Lechner, Jr. Stéphane Daoudi Nikolai Fomenko     | Porsche 911 GT3-R                        | P     | 70    |
| 44 Abd | GT     | 07 | RWS-Yukos Motorsport       | Walter Lechner, Jr. Stéphane Daoudi Nikolai Fomenko     | Porsche 3.6 L Flat-6                     | P     | 70    |
| 45 Abd | GTS    | 0  | Team Olive Garden          | Emanuele Naspetti Domenico Schiattarella Johnny Cecotto | Ferrari 550 Maranello                    | P     | 59    |
| 45 Abd | GTS    | 0  | Team Olive Garden          | Emanuele Naspetti Domenico Schiattarella Johnny Cecotto | Ferrari 6.0 L V12                        | P     | 59    |
| 46 Abd | GT     | 79 | J-3 Racing                 | David Murry Brian Cunningham Justin Jackson             | Porsche 911 GT3-RS                       | M     | 57    |
| 46 Abd | GT     | 79 | J-3 Racing                 | David Murry Brian Cunningham Justin Jackson             | Porsche 3.6 L Flat-6                     | M     | 57    |
| 47 Abd | LMP675 | 18 | Marshall Cooke Racing      | Jason Workman Melanie Paterson Ben Devlin               | Lola B2K/40                              | P     | 50    |
| 47 Abd | LMP675 | 18 | Marshall Cooke Racing      | Jason Workman Melanie Paterson Ben Devlin               | Ford (Millington) 2.0 L Turbo I4         | P     | 50    |
| 48 Abd | GT     | 35 | Risi Competizione          | Terry Borcheller Anthony Lazzaro Ralf Kelleners         | Ferrari 360 Modena GTC                   | M     | 39    |
| 48 Abd | GT     | 35 | Risi Competizione          | Terry Borcheller Anthony Lazzaro Ralf Kelleners         | Ferrari 3.6 L V8                         | M     | 39    |
| 49 Abd | LMP675 | 16 | Dyson Racing               | Butch Leitzinger Andy Wallace James Weaver              | MG-Lola EX257                            | G     | 39    |
| 49 Abd | LMP675 | 16 | Dyson Racing               | Butch Leitzinger Andy Wallace James Weaver              | MG (AER) XP20 2.0 L Turbo I4             | G     | 39    |
| 50 Abd | LMP675 | 56 | Team Bucknum Racing        | Jeff Bucknum Bryan Willman Chris McMurry                | Pilbeam (en) MP91                        | D     | 37    |
| 50 Abd | LMP675 | 56 | Team Bucknum Racing        | Jeff Bucknum Bryan Willman Chris McMurry                | Willman (JPX) 3.4 L V6                   | D     | 37    |
| 51 Abd | GT     | 43 | Orbit Racing               | Leo Hindery Peter Baron Marc Lieb                       | Porsche 911 GT3-RS                       | M     | 26    |
| 51 Abd | GT     | 43 | Orbit Racing               | Leo Hindery Peter Baron Marc Lieb                       | Porsche 3.6 L Flat-6                     | M     | 26    |
| 52 Abd | LMP900 | 01 | Team Nasamax               | Bryan Herta Robbie Stirling Romain Dumas                | Reynard 01Q                              | G     | 14    |
| 52 Abd | LMP900 | 01 | Team Nasamax               | Bryan Herta Robbie Stirling Romain Dumas                | Cosworth XDE 2.7 L Turbo V8 (Bioéthanol) | G     | 14    |
| 53 Abd | LMP900 | 6  | Lister Storm Racing        | Jamie Campbell-Walter Ian MacKellar                     | Lister Storm LMP                         | D     | 10    |
| 53 Abd | LMP900 | 6  | Lister Storm Racing        | Jamie Campbell-Walter Ian MacKellar                     | Chevrolet LS1 6.0 L V8                   | D     | 10    |
| 54 Abd | GTS    | 17 | Carsport America           | Mike Hezemans Anthony Kumpen                            | Pagani Zonda GR                          | P     | 6     |
| 54 Abd | GTS    | 17 | Carsport America           | Mike Hezemans Anthony Kumpen                            | Mercedes-AMG 6.3 L V12                   | P     | 6     |
| Dsq†   | LMP900 | 30 | Intersport Racing          | Clint Field Rick Sutherland John Macaluso               | Lola B2K/10                              | G     | 196   |
| Dsq†   | LMP900 | 30 | Intersport Racing          | Clint Field Rick Sutherland John Macaluso               | Judd GV4 4.0 L V10                       | G     | 196   |

† - #30 a été disqualifié pour avoir reçu une assistance extérieure sur la piste.